# 達羅夫斯科伊區
58°46′12″N 47°57′29″E / 58.77000°N 47.95806°E
達羅夫斯科伊區（俄语：Даровской район），是俄羅斯的一個區，位於該國西部，由基洛夫州負責管轄，面積3,757平方公里，2010年該區人口11,829，人口密度每平方公里3.15人。